# كلارا وولتيرينج
كلارا وولتيرينج (بالألمانية: Clara Woltering) مواليد 3 فبراير 1983 في مونستر، هي لاعبة كرة يد ألمانية تلعب كحارس مرمى. تلعب حاليا مع بوروسيا دورتموند وتحمل الرقم 16. مثلت منتخب ألمانيا لكرة اليد للسيدات. شاركت في دورة الألعاب الأولمبية الصيفية سنة 2008. حققت المركز الثالث في بطولة العالم لكرة اليد للسيدات 2007.

## سجل المنافسة
شاركت في البطولات التالية:
- بطولة العالم لكرة اليد للسيدات 2011
- بطولة العالم لكرة اليد للسيدات 2013
- بطولة العالم لكرة اليد للسيدات 2015
- بطولة أوروبا لكرة اليد للسيدات 2012
- بطولة أوروبا لكرة اليد للسيدات 2014
- بطولة أوروبا لكرة اليد للسيدات 2016

## الميداليات
| الميدالية | المسابقة                            |
| --------- | ----------------------------------- |
| برونزية   | بطولة العالم لكرة اليد للسيدات 2007 |

## روابط خارجية
- كلارا وولتيرينج على موقع الاتحاد الأوروبي لكرة اليد (الإنجليزية)
- كلارا وولتيرينج على موقع أوليمبيديا (الإنجليزية)